# Carolyn Bertozzi

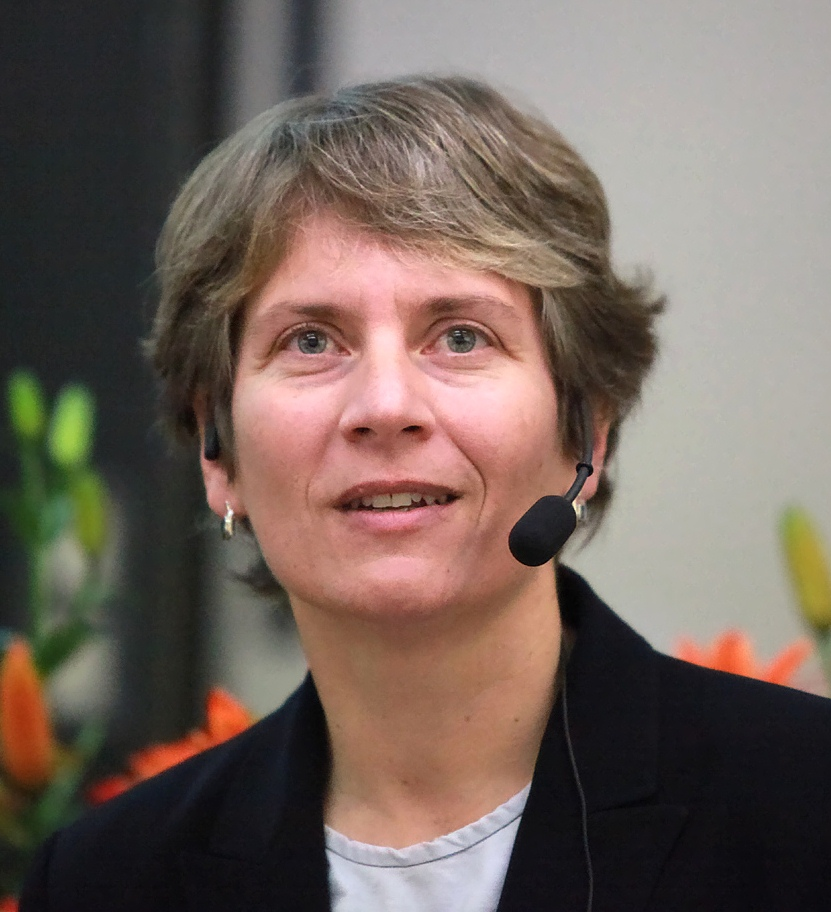
Carolyn Bertozzi im November 2011

Carolyn Ruth Bertozzi (* 19. Mai 1966 in Boston, Massachusetts) ist eine US-amerikanische Biochemikerin und Hochschullehrerin. Sie ist Professorin an der Stanford University und hat dort den Anne T. and Robert M. Bass Lehrstuhl inne an der School of Humanities and Sciences. Darüber hinaus ist sie seit 2006 wissenschaftliche Leiterin für das Gebiet biologische Nanostrukturen an der Molecular Foundry des Lawrence Berkeley National Laboratory. Im Jahr 2022 wurde ihr gemeinsam mit Morten P. Meldal und K. Barry Sharpless der Nobelpreis für Chemie zuerkannt für den zielgerichteten Aufbau von Molekülen mit Click-Chemie, die sie nach der Laudatio in neue Dimensionen führte durch Verwendung zur Kartierung von Zellen. Außerdem wurde ihre Erforschung bioorthogonaler Markierungen gewürdigt.

## Werdegang
Carolyn Bertozzi ist die Tochter des Physikers und MIT-Professors William Bertozzi und dessen Frau Norma. Ihre Großmutter floh in den 1920er Jahren aus dem damals faschistischen Italien in die Vereinigten Staaten. Carolyn Bertozzi wuchs in Lexington (Massachusetts) auf. Ihr Studium begann sie als Undergraduate in Harvard zunächst mit einem Biologiestudium. Danach wechselte sie zur Organischen Chemie. Im Rahmen ihrer senior thesis – vergleichbar einer Diplom-Arbeit – entwickelte Bertozzi ein photoakustisches Kalorimeter. Während ihres Harvard-Studiums spielte sie Keyboard in der Band Bored of Education, in der auch der Gitarrist Tom Morello (später war er Gitarrist bei Rage Against the Machine) spielte. Für ihre Doktorarbeit wechselte sie an die University of California, Berkeley, wo sie 1993 bei Mark Bednarski über das Thema Synthesis and biological activity of carbon-linked glycosides promoviert wurde. Als Post-Doktorandin arbeitete Bertozzi an der University of California, San Francisco auf dem Gebiet der durch Oligosaccharide vermittelten Zelladhäsion. 1996 ging sie wieder zurück nach Berkeley, wo sie bis 1999 Assistenz-Professorin für Chemie war. Von 1999 bis 2002 war Bertozzi außerordentliche und ab 2002 ordentliche Professorin für Chemie und Molekular- und Zell-Biologie in Berkeley für Chemie und Professorin für Molekular- und Zellbiologie der University of California, Berkeley (T.Z. and Irmgard Chu Distinguished Professor). Seit 2000 ist sie außerdem Professorin für Molekular- und Zellpharmakologie an der University of California, San Francisco (UCSF) und Wissenschaftlerin am Howard Hughes Medical Institute (Howard Hughes Medical Institute Investigator). 2015 wurde sie Professorin an der Stanford University.
Als bis zu diesem Zeitpunkt jüngste Wissenschaftlerin erhielt Bertozzi 1999 ein MacArthur Fellowship, den „Genie-Preis“ der Vereinigten Staaten. 2010 bekam sie als erste Frau den mit 500.000 US-Dollar (nicht zweckgebunden) dotierten Lemelson-MIT-Preis.
Carolyn Bertozzi hat zwei Schwestern. Eine davon ist die Mathematikerin Andrea Bertozzi (* 1965).

## Werk

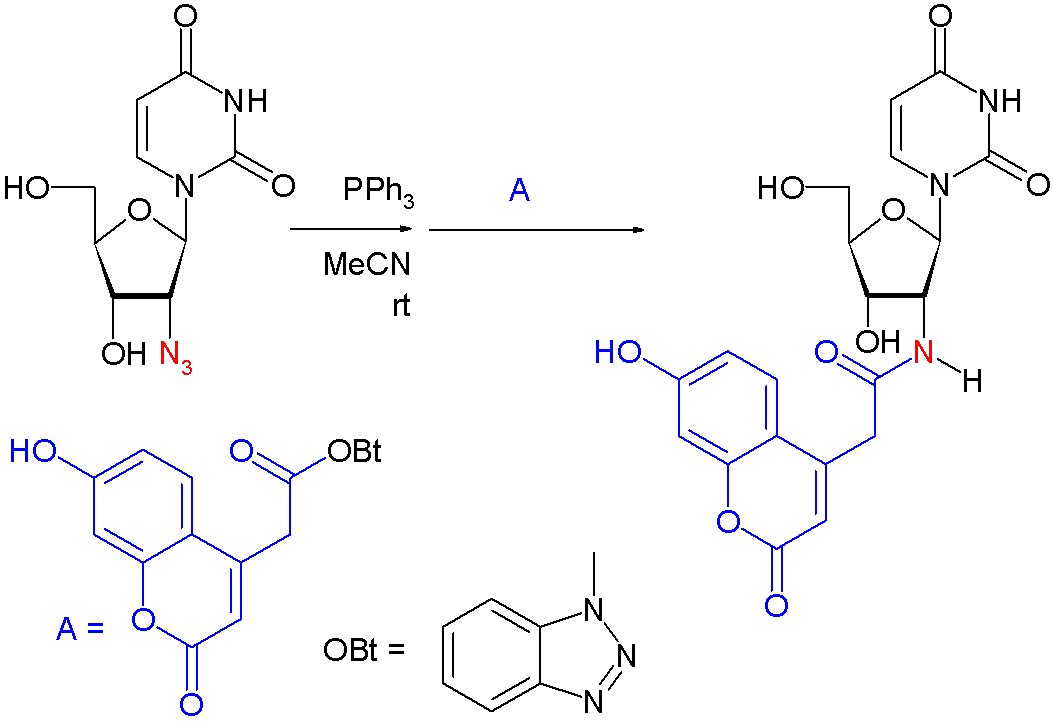
Ein Beispiel für die Staudinger-Ligation nach Bertozzi.

Das Arbeitsgebiet von Bertozzi umfasst vor allem die Glykane. Sie entwickelte die erste von ihr sogenannte bioorthogonale Markierung, das heißt eine Kombination von einer metabolischen Markierung mit einer nachfolgenden chemischen Reaktion, die in einer lebenden Zelle abläuft, ohne die normale biochemische Funktion der jeweiligen Zielsubstanz zu stören. Mit Hilfe dieser Technik ist es möglich bestimmte Zielstrukturen in lebenden Zellen und höhere Organismen, beispielsweise Mäusen oder Zebrafischen, sichtbar zu machen. Dazu verwendete sie zunächst eine Variante der Staudinger-Reaktion, die Staudinger-Ligation. Mit der Staudinger-Ligation können in vitro mit Zellkulturen gute Markierungsergebnisse erhalten werden, für Anwendungen in vivo (am lebenden Organismus) ist die Reaktion allerdings zu langsam. Bertozzi entwickelte deshalb die kupferfreie Click-Chemie, die auf der von Rolf Huisgen entdeckten 1,3-Dipolaren Cycloaddition basiert. Bertozzi beschleunigte die Azid-Alkin-Reaktion durch die Verwendung von „vorgespannten“, mit Fluorgruppen versehenen Cyclooctinen (das heißt zyklischen Alkinen mit acht C-Atomen, die kleinsten isolierbaren Cycloalkine), um mehrere Größenordnungen, so dass sie bei Raumtemperatur innerhalb weniger Minuten ohne Katalysator nahezu quantitativ und bioorthogonal abläuft. Der sonst für die Click-Chemie verwendete Kupfer-I-Katalysator ist für Zellen und Organismen toxisch. Den Begriff bioorthogonal prägte Bertozzi erstmals 2003.
2008 gründete Carolyn Bertozzi zusammen mit David Rabuka, einem ihrer früheren Studenten, das Unternehmen Redwood Bioscience. Seit 2015 zählte Thomson Reuters Bertozzi zu den Favoriten auf einen Nobelpreis für Chemie.

## Auszeichnungen und Ehrungen
- 1987: Phi Beta Kappa[18]
- 1988: Institute of Chemists Award[18]
- 1997: Sloan Research Fellowship[19]

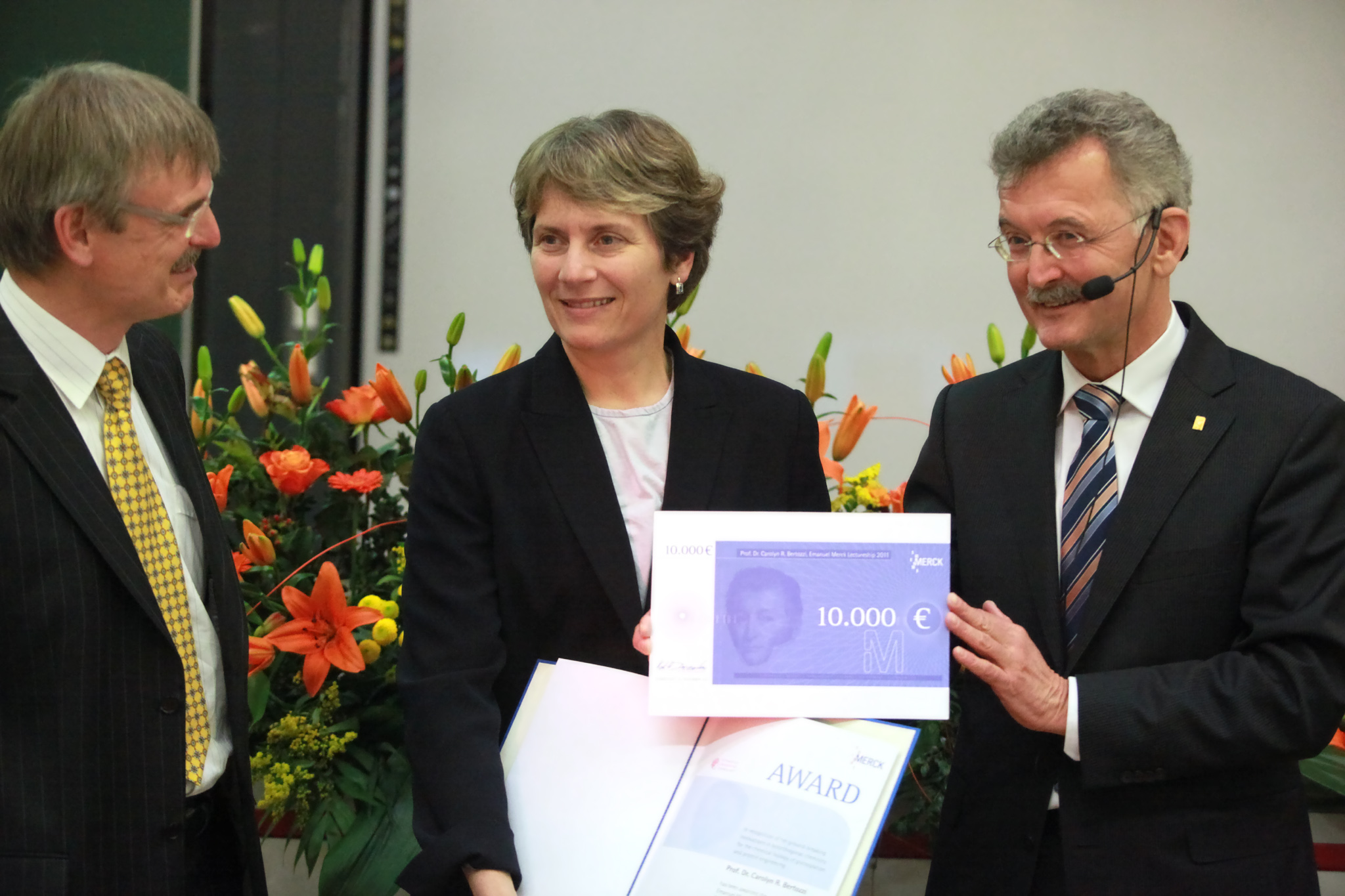
Carolyn Bertozzi bei der mit 10.000 € dotierten Emanuel-Merck-Vorlesung 2011

- 1999: MacArthur Foundation Fellowship[20]
- 1999: Arthur C. Cope Scholar Award (ACS)[20]
- 1999: Camille Dreyfus Teacher-Scholar Award[20]
- 2000: UC Berkeley Department of Chemistry Teaching Award[20]
- 2000: Merck Academic Development Program Award[20]
- 2000: Presidential Early Career Award in Science and Engineering (PECASE)[20]
- 2001: Berkeley’s Distinguished Teaching Award[20]
- 2001: Donald Sterling Noyce Prize for Excellence in Undergraduate Teaching[20]
- 2001: ACS Award in Pure Chemistry[20]
- 2002: Irving Sigal Young Investigator Award of the Protein Society[20]
- 2002: Fellow der American Association for the Advancement of Science[20]
- 2004: Agnes Fay Morgan Research Award der Iota Sigma Pi[20]
- 2005: Havinga Medaille der Universität Leiden[20]
- 2005: T.Z. and Irmgard Chu Distinguished Professorship in Chemie[18]
- 2007: Ernst Schering Preis, für ihre überragenden Forschungsleistungen zur Funktion von Zuckerresten an Proteinen auf dem Gebiet der Glykobiochemie[7]
- 2008: Li Ka-shing Women in Science Award[18]
- 2008: Willard Gibbs Medal
- 2008: Roy L. Whistler Award[21]
- 2009: Harrison Howe Award[20]
- 2009: Albert-Hofmann-Goldmedaille der Universität Zürich[18]
- 2009: W. H. Nichols Award[18]
- 2010: Lemelson-MIT-Preis[18]
- 2010: Bioorganic Chemistry Award der Royal Society of Chemistry - Organic Division[18]
- 2011: Tetrahedron Young Investigator Award for Bioorganic and Medicinal Chemistry[18]
- 2011: Emanuel-Merck-Vorlesung 2011[22]
- 2012: Heinrich-Wieland-Preis
- 2014: Ernest-Orlando-Lawrence-Preis
- 2016: NAS Award in Chemical Sciences
- 2017: Arthur C. Cope Award
- 2017: National Inventors Hall of Fame
- 2020: John J. Carty Award
- 2020: Glenn T. Seaborg Medal
- 2020: F. A. Cotton Medal
- 2022: Wolf-Preis in Chemie[23]
- 2022: H.P.-Heineken-Preis für Biochemie und Biophysik
- 2022: Welch Award in Chemistry
- 2022: Nobelpreis für Chemie
- 2023: Roger Adams Award
- 2024: Priestley-Medaille

## Mitgliedschaften
- 2003 American Academy of Arts and Sciences[20]
- 2005 National Academy of Sciences
- 2008 Deutsche Akademie der Naturforscher Leopoldina[24][25]
- 2011 Institute of Medicine
- 2018 Auswärtiges Mitglied der Royal Society
- 2024 National Academy of Engineering

## Engagement
Seit den 1980er Jahren lebt Carolyn Bertozzi offen lesbisch, was damals ein potentielles Hindernis für eine wissenschaftliche Karriere war. Sie tritt öffentlich für Diversität in der Wissenschaft ein und engagiert sich als Aktivistin vor allem für Menschen, die lesbisch, schwul, bisexuell oder transgender (LGBT) sind. Die Wissenschaftlerin zählt damit zu den ganz wenigen Menschen, die einen Nobelpreis erhalten haben und öffentlich kundtun, dass sie Teil der LGBT-Community sind. 2022 erhielt Bertozzi den Wolf-Preis in Chemie, der in den Naturwissenschaften nach dem Nobelpreis zu den angesehensten Preisen weltweit zählt. In der Begründung hieß es, Bertozzi vertrete die Interessen der Menschheit als Ganzes, ohne Unterschiede in Bezug auf Nationalität, sexuelle Orientierung oder politische Ansichten. Auf ihrem beruflichen Weg habe sie das Ziel verfolgt, die Zugangshürden für Frauen zu senken und Vielfalt in der Wissenschaft sichtbar zu machen. So saß sie etwa 2002 bei einer Veranstaltung an der University of California auf dem Podium, deren Thema die beruflichen und persönlichen Herausforderungen, Strategien und Erfolge von Wissenschaftlern auf dem Weg zu mehr Diversität waren.

## Veröffentlichungen (Auswahl)
- P. G. Wang, C. R. Bertozzi (Hrsg.): Glycochemistry: principles, synthesis, and applications. Verlag Marcel Dekker, 2001, ISBN 0-8247-0538-6
- J. M. Baskin, C. R. Bertozzi: Copper-free Click Chemistry. In: J. Lahann (Hrsg.): Click Chemistry for Biotechnology and Materials Science. Verlag John Wiley & Sons, 2009, ISBN 0-470-69970-1 eingeschränkte Vorschau in der Google-Buchsuche
- E. M. Sletten, C. R. Bertozzi: From mechanism to mouse: a tale of two bioorthogonal reactions. In: Accounts of chemical research. Band 44, Nummer 9, September 2011, S. 666–676, ISSN 1520-4898. doi:10.1021/ar200148z. PMID 21838330. PMC 3184615 (freier Volltext).
- E. M. Sletten, C. R. Bertozzi: A bioorthogonal quadricyclane ligation. In: Journal of the American Chemical Society. Band 133, Nummer 44, November 2011, S. 17570–17573, ISSN 1520-5126. doi:10.1021/ja2072934. PMID 21962173. PMC 3206493 (freier Volltext).
- C. R. Bertozzi: A decade of bioorthogonal chemistry. In: Accounts of chemical research. Band 44, Nummer 9, September 2011, S. 651–653, ISSN 1520-4898. doi:10.1021/ar200193f. PMID 21928847.
- K. Godula, M. L. Umbel, D. Rabuka, Z. Botyanszki, C. R. Bertozzi, R. Parthasarathy: Control of the molecular orientation of membrane-anchored biomimetic glycopolymers. In: Journal of the American Chemical Society. Band 131, Nummer 29, Juli 2009, S. 10263–10268, ISSN 1520-5126. doi:10.1021/ja903114g. PMID 19580278. PMC 2716393 (freier Volltext).
- S. T. Laughlin, J. M. Baskin, S. L. Amacher, C. R. Bertozzi: In vivo imaging of membrane-associated glycans in developing zebrafish. In: Science. Band 320, Nummer 5876, Mai 2008, S. 664–667, ISSN 1095-9203. doi:10.1126/science.1155106. PMID 18451302. PMC 2701225 (freier Volltext).
- C. W. Harland, D. Rabuka, C. R. Bertozzi, R. Parthasarathy: The Mycobacterium tuberculosis virulence factor trehalose dimycolate imparts desiccation resistance to model mycobacterial membranes. In: Biophysical Journal. Band 94, Nummer 12, Juni 2008, S. 4718–4724, ISSN 1542-0086. doi:10.1529/biophysj.107.125542. PMID 18326657. PMC 2397374 (freier Volltext).
- J. A. Prescher, C. R. Bertozzi: Chemistry in living systems. In: Nature Chemical Biology. Band 1, 2005, S. 13–21. doi:10.1038/nchembio0605-13
- J. A. Prescher, D. H. Dube, C. R. Bertozzi: Chemical remodelling of cell surfaces in living animals. In: Nature. Band 430, Nummer 7002, August 2004, S. 873–877, ISSN 1476-4687. doi:10.1038/nature02791. PMID 15318217.
- H. C. Hang, C. Yu, D. L. Kato, C. R. Bertozzi: A metabolic labeling approach toward proteomic analysis of mucin-type O-linked glycosylation. In: Proceedings of the National Academy of Sciences. Band 100, Nummer 25, Dezember 2003, S. 14846–14851, ISSN 0027-8424. doi:10.1073/pnas.2335201100. PMID 14657396. PMC 299823 (freier Volltext).
- K. L. Kiick, E. Saxon, D. A. Tirrell, C. R. Bertozzi: Incorporation of azides into recombinant proteins for chemoselective modification by the Staudinger ligation. In: Proceedings of the National Academy of Sciences. Band 99, Nummer 1, Januar 2002, S. 19–24, ISSN 0027-8424. doi:10.1073/pnas.012583299. PMID 11752401. PMC 117506 (freier Volltext).
- L. K. Mahal, N. W. Charter, K. Angata, M. Fukuda, D. E. Koshland, C. R. Bertozzi: A small-molecule modulator of poly-alpha 2,8-sialic acid expression on cultured neurons and tumor cells. In: Science. Band 294, Nummer 5541, Oktober 2001, S. 380–381, ISSN 0036-8075. doi:10.1126/science.1062192. PMID 11598302.
- C. R. Bertozzi, L. L. Kiessling: Chemical glycobiology. In: Science. Band 291, Nummer 5512, März 2001, S. 2357–2364, ISSN 0036-8075. PMID 11269316. (Review).
- L. K. Mahal, K. J. Yarema, C. R. Bertozzi: Engineering chemical reactivity on cell surfaces through oligosaccharide biosynthesis. In: Science. Band 276, Nummer 5315, Mai 1997, S. 1125–1128, ISSN 0036-8075. PMID 9173543.